# Creyssensac-et-Pissot
Creyssensac-et-Pissot (tiếng Occitan là Creissençac e Pissòt) là một xã của Pháp, nằm ở tỉnh Dordogne trong vùng Aquitaine của Pháp.
Creyssensac-et-Pissot có diện tích 8,62 km2, dân số năm 2007 là 214 người.

## Thông tin nhân khẩu
| Năm    | 1962 | 1968 | 1975 | 1982 | 1990 | 1999 | 2007 |
| ------ | ---- | ---- | ---- | ---- | ---- | ---- | ---- |
| Dân số | 155  | 138  | 128  | 126  | 178  | 201  | 214  |